# (100773) 1998 FU34
(100773) 1998 FU34 es un asteroide perteneciente al cinturón de asteroides descubierto el 20 de marzo de 1998 por el equipo del Lincoln Near-Earth Asteroid Research desde el Laboratorio Lincoln, Socorro, Nuevo México, Estados Unidos.

## Designación y nombre
Designado provisionalmente como 1998 FU34.

## Características orbitales
1998 FU34 está situado a una distancia media del Sol de 2,349 ua, pudiendo alejarse hasta 2,694 ua y acercarse hasta 2,004 ua. Su excentricidad es 0,146 y la inclinación orbital 3,955 grados. Emplea 1315,63 días en completar una órbita alrededor del Sol.

## Características físicas
La magnitud absoluta de 1998 FU34 es 16,3. 